# Кава д'Алига (Рагуза)
Кава д'Алига је насеље у Италији у округу Рагуза, региону Сицилија.
Према процени из 2011. у насељу је живело 1663 становника. Насеље се налази на надморској висини од 34 м.